# Świdrak okrętowiec
Świdrak okrętowiec, świdrak okrętowy (Teredo navalis) – inwazyjny gatunek małża blaszkoskrzelnego z rodziny świdrakowatych (Teredinidae) charakteryzujący się zdolnością trawienia celulozy. Jest szeroko rozprzestrzeniony w wodach całego świata, w polskiej części Bałtyku jest gatunkiem zawleczonym.

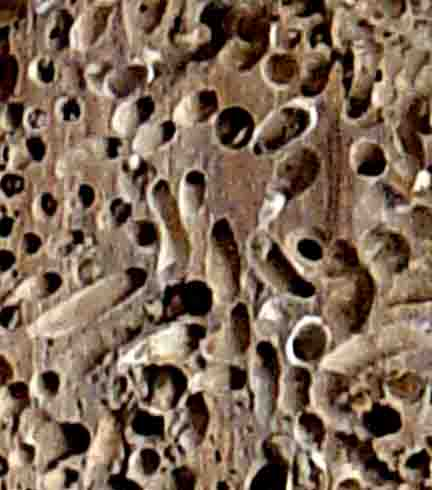
Przekrój przez kawałek drewna zaatakowany przez świdraki (każdy tunel utworzony został przez innego osobnika).

Osiąga długość 20–30 cm (najdłuższy odnotowany okaz miał 59 cm) i średnicę ok. 8 mm. Przedni koniec ciała ma zasłonięty białą muszlą, składającą się z dwóch trójkątnych części. Żyje w morzach i oceanach. Dymorfizm płciowy nie jest zaznaczony.
Żywi się drewnem i planktonem. Obrotami muszli drąży w drewnie korytarz. Przyczynia się do niszczenia podwodnych elementów drewnianych, m.in. na nabrzeżach, w pomostach, molach, dokach i statkach morskich.

## Rozwój i cykl życiowy

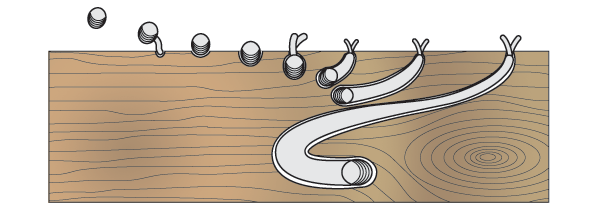
Schemat działania świdraka atakującego kawałek drewna.

Cykl życiowy świdraka okrętowego rozpoczyna się po zapłodnieniu wewnętrznym zachodzącym w komorze skrzelowej. Powstaje charakterystyczna dla małży larwa, która odżywiana przez „rodzica” przekształca się w stadium weliger. Tysiące takich larw zostają wyrzucone z komory skrzelowej, aby znaleźć nowe środowisko życia, tj. nowy kawałek drewna. Ta wędrówka trwa dwa do trzech tygodni i zależy od otaczających prądów morskich. Jak wiele innych mięczaków, larwa świdraka żywi się fitoplanktonem. W rzeczywistości z wyglądu jest praktycznie nierozróżnialna od innych małży w tym stadium rozwojowym. Po oderwaniu się larwy od podłoża, może ona zlokalizować rozkładające się drewno dzięki chemicznym sensorom. Następnie pełza za pomocą swojej nogi w celu znalezienia dogodnego miejsca, w którym przytwierdza się za pomocą pojedynczego bisiora.
Osiągnięcie stadium dojrzałego odbywa się wewnątrz rozkładającej się kłody. Ze względu na niezwapniałą muszlę, drążenie w drewnie odbywa się przy pomocy enzymów wydzielanych przez gruczoły w nodze. W trakcie dojrzewania muszla świdraka okrętowego ulega mineralizacji w formę przypominającą hełm. Służy ona tylko do drążenia tunelu, który poprzez stopniowe odkładanie wapnia na jego ściankach, przyjmuje funkcję ochronną. Dojrzały świdrak nie może opuścić swojej dziury, gdyż jest przytwierdzony na stałe tuż przy jej wejściu. Drąży za pomocą muszli i rośnie w głąb drewna. W trakcie jego całego życia średnica otworu zwiększa się nieznacznie, podczas gdy jego długość dochodzi do kilkudziesięciu centymetrów (20–30 cm). Najdłuższy znany tunel Teredo navalis miał około 62 cm długości. Na początku stadium dorosłe przyjmuje formę kilkucentymetrowego samca, produkcja spermy rozpoczyna się po kilku tygodniach. Następnie świdrak zmienia płeć na żeńską i rozpoczyna proces reprodukcji. W warunkach optymalnych produkcja komórek jajowych jest niezwykle wydajna. Do zapłodnienia wewnętrznego dochodzi po pobraniu spermy od sąsiadujących osobników. Przy ich braku, Teredo może, w celu pozyskania spermy, powrócić do formy życiowej samca.

## Rozprzestrzenianie
Historycznie największe skupiska świdraków znajdują się w Morzu Karaibskim, skąd roznoszone są po innych morzach, m.in. przyczepione do dna przepływających tamtędy statków, a także w ich zbiornikach balastowych. Ponieważ świdrak preferuje wody ciepłe i o stosunkowo wysokim stopniu zasolenia, dotychczas w zasadzie nie był spotykany w Morzu Bałtyckim, dzięki czemu wraki zatopionych w nim drewnianych statków i okrętów nie uległy całkowitemu zniszczeniu i przetrwały pod wodą kilka stuleci (tak jak szwedzki galeon Vasa, który zatonął w porcie w Sztokholmie w 1628, podniesiony z dna w II połowie XX wieku i przekształcony w muzeum). Od końca XX wieku obserwowana jest jednak coraz powszechniejsza obecność świdraka także w Bałtyku.